# Edward W. Carmack
Edward W. Carmack (Sumner megye, 1858. november 5. – Nashville, 1908. november 9.) az Amerikai Egyesült Államok szenátora (Tennessee, 1901–1907).